# Arc (entreprise)
Pour les articles homonymes, voir Arc.
Arc est une entreprise française spécialisée dans la conception et la fabrication d'articles en verre pour la table. Le groupe Arc commercialise ses collections sous les marques déposées Luminarc, Arcopal, Cristal d'Arques Paris, Arcoroc et Chef&Sommelier. Il conçoit également des produits pour le marché des professionnels avec des séries pour marques de distributeurs.

## Historique

### XIXesiècle
En 1825, Alexandre des Lyons de Noircarme fonde, à Arques, la Verrerie des sept écluses. L'année suivante, le 8 avril 1826, cette dernière s'associe à une autre verrerie. La verrerie Carpentier-Mancel, fondée en 1823 à Saint-Martin-au-Laërt par Charles Carpentier, sous sa direction. Une ordonnance, le 5 septembre 1835, autorise Carpentier à y établir un nouveau four de verrerie. Le 3 juillet 1853, la verrerie d'Arques est reprise par Allard et Ladey. Elle est endommagée par un incendie en juillet 1856 qui provoque l'effondrement des toits. Reconstruite, la verrerie est reprise, le 31 mars 1863, par la société Ladey et Bléchet. En 1869, Alexandre des Lyons de Noircarme cède la totalité de ses parts dans la verrerie. Le 10 août 1884, la société Ladey et Bléchet devient la société Blechet et Collette puis, le 16 octobre 1886, Bléchet et compagnie. En avril 1887, la verrerie cesse son activité. Elle la reprend en 1893 à la suite de la création de la SA Verrerie et Cristallerie d'Arques, le 19 novembre 1892. Le 26 juillet 1897, elle est rachetée par Prudent Avot lors d'une vente judiciaire. Georges Durand, qui a travaillé trois ans à la cristallerie de Sèvres, en devient le directeur. Le 27 février 1900, il accède au statut d'associé avec la création de la société Avot Durand. Le 11 décembre 1916, la verrerie passe sous le contrôle exclusif de Georges Durand, qui fonde la société G. Durand et cie.

### XXesiècle
La verrerie s'est d'abord imposée comme l'un des fleurons industriels du Nord de la France avant de devenir, au fil des années, un groupe international, leader mondial des arts de la table. Le développement débute véritablement après la Première Guerre mondiale, en 1927, quand le second fils de Georges Durand, Jacques, intègre l’entreprise.
En 1930, Jacques Durand se rend aux États-Unis pour étudier les verreries américaines, déjà équipées de fours à bassin et de machines automatiques. Il prend le parti de développer de nouvelles techniques de fabrication, et équipe, peu à peu, l'entreprise de nouvelles machines qui permettront d'améliorer la production tout en préservant la créativité verrière. Un premier four à bassin est construit et les premières presses sont installées en 1934.
Après la Seconde Guerre mondiale, la verrerie Cristallerie d'Arques poursuit son essor industriel sous l'impulsion de Jacques Durand, seul copropriétaire avec son père en 1946. Jacques Durand profite des bas taux d'intérêt pour les emprunts dans le cadre du plan Marshall pour compléter l'équipement de l'usine avec les machines les plus récentes conçues aux États-Unis. En 1950, la verrerie qui dispose d'un équipement sans équivalent en Europe, produit 15 000 tonnes de verre par an pour un effectif de 993 personnes.

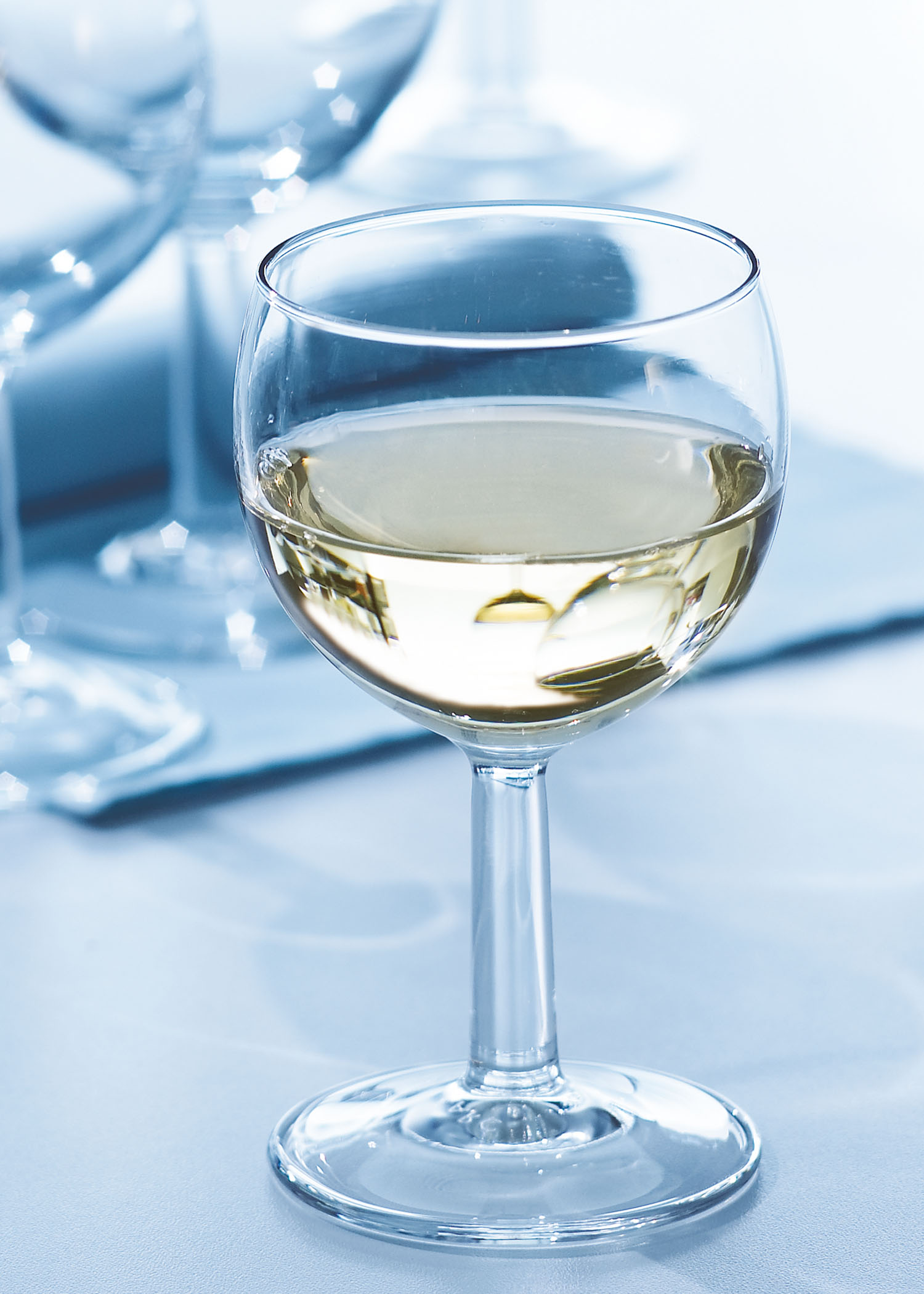
Verre ballon Arc - Le milliard de pièces produites est dépassé en 2008.

Dès 1958, le premier verre à pied dit verre ballon est fabriqué en automatique. En 1968, la verrerie Cristallerie d’Arques opère une révolution industrielle au niveau mondial, en parvenant à mécaniser la production des verres à pied en cristal.[réf. nécessaire] En 1980, la verrerie produit 250 000 tonnes de verre par an et emploie 9 000 personnes en France, pour l'essentiel à Arques.
L'évolution des effectifs de l'entreprise éclaire le développement connu au XXe siècle : 315 employés en 1930, 993 en 1950, 2161 en 1960, 5048 en 1970, 8857 en 1980, 11 514 en 1990.
Des années 1930 jusqu'en 2015, la verrerie Cristallerie d’Arques est restée une entreprise locale à capitaux familiaux. À partir des années 1980, le groupe entre dans une logique d'internationalisation de ses productions avec la création, en 1979, de Durand Glass Manufacturing Company (DGMC), filiale de production à Millville, dans le New Jersey, et le début de la production en 1982.
À l'apogée de sa production, l'entreprise fabrique plus d'1,6 milliard d'articles par an expédiés dans 144 pays. Elle est la première entreprise privée du Nord-Pas-de-Calais et la première verrerie de table du monde.
Jacques Durand, qui fut le moteur de cette expansion, décède le 30 avril 1997. La direction de la verrerie est alors reprise par son épouse et un des fils.

### XXIesiècle
Dans les années 2000, la verrerie Cristallerie d’Arques change de nom, devient Arc International, et les implantations internationales se multiplient : une unité de production est créée à Nankin, en Chine, en 2003 ; une autre est acquise en 2004 dans l'émirat de Ras el Khaïmah ; et une troisième à Gous-Khroustalny, en Russie, en 2011.
Ce développement international est concomitant aux difficultés que rencontre le groupe à partir du début des années 2000. En 2004, les pertes dépassent 100 M€. Un premier plan de sauvegarde de l'emploi (PSE) conduit entre 2004 et 2008 à presque 3 000 départs volontaires du site historique d'Arques. Deux autres plans de départs volontaires sont réalisés dans les années qui suivent et, à fin décembre 2012, l'effectif du site se trouve réduit de moitié par rapport à 2004, passant de 12 000 salariés à 6 000. Fin 2013, Patrick Puy est nommé à la tête de l'entreprise, dans une situation difficile. L'entreprise manque alors de liquidités et n'a pas les moyens de continuer son activité. Rapidement, Patrick Puy obtient des lignes de crédit, réduit les dépenses et vend deux marques du groupe, : ainsi en 2014, le groupe cède au fonds d'investissement américain Aurora Capital Group sa filiale produisant les produits Pyrex, Arc International Cookware (AIC),, et cherche de nouveaux actionnaires. Le 29 août 2014, HIG Capital France et Arc International annoncent la signature d'un accord visant l'acquisition de la majorité du capital d'Arc International par HIG. Ce projet n'aboutira pas. Des licenciements sont envisagés face au sureffectif,,. Finalement, après avoir restauré la trésorerie, Patrick Puy évite le dépôt de bilan.
Le 27 janvier 2015, après d'autres difficultés économiques, un nouveau plan de sauvegarde de l'emploi (PSE) est présenté aux syndicats. Ce PSE prévoit la suppression d'un peu moins de 200 postes,.
Le 16 mars 2015, le tribunal de commerce de Boulogne-sur-Mer valide le projet de reprise du groupe verrier Arc International présenté par l'américain Peaked Hill Partners (PHP) à la suite de l'accord entre les actionnaires historiques, les banques, l'État et les investisseurs. Les créanciers ont accepté que la dette du groupe qui s'élevait à 280 millions d’euros soit réduite à 62 millions. Les repreneurs vont débourser 58 millions pour recapitaliser l’entreprise en échange d’un nouveau plan de sauvegarde de l'emploi qui débouche, à la suite de la négociation avec les syndicats, sur 195 licenciements secs pour 233 créations de poste sur le site historique d’Arques.
Cette recapitalisation a permis d'assainir la situation financière du groupe.
Arc crée en 2019, après deux ans de recherche, deux nouveaux types de verres : l'opale culinaire et l'opale de couleur qui permet la mise sur le marché de collections en verre opale teinté dans la masse.
Début février 2021, la direction d'Arc annonce le recrutement de 225 personnes en CDI grâce à l'accord d'activité partielle signé fin 2020.
En septembre 2022, face à la hausse du prix de l'énergie et au recul de la demande en ce qui concerne les arts de la table, Arc annonce devoir fermer 3 à 5 fours au cours de l'hiver. 1 600 employés ont été placés en chômage partiel dès l'automne.

## Marques du groupe
Le groupe distribue ses collections sous cinq marques principales.

### Marques grand public

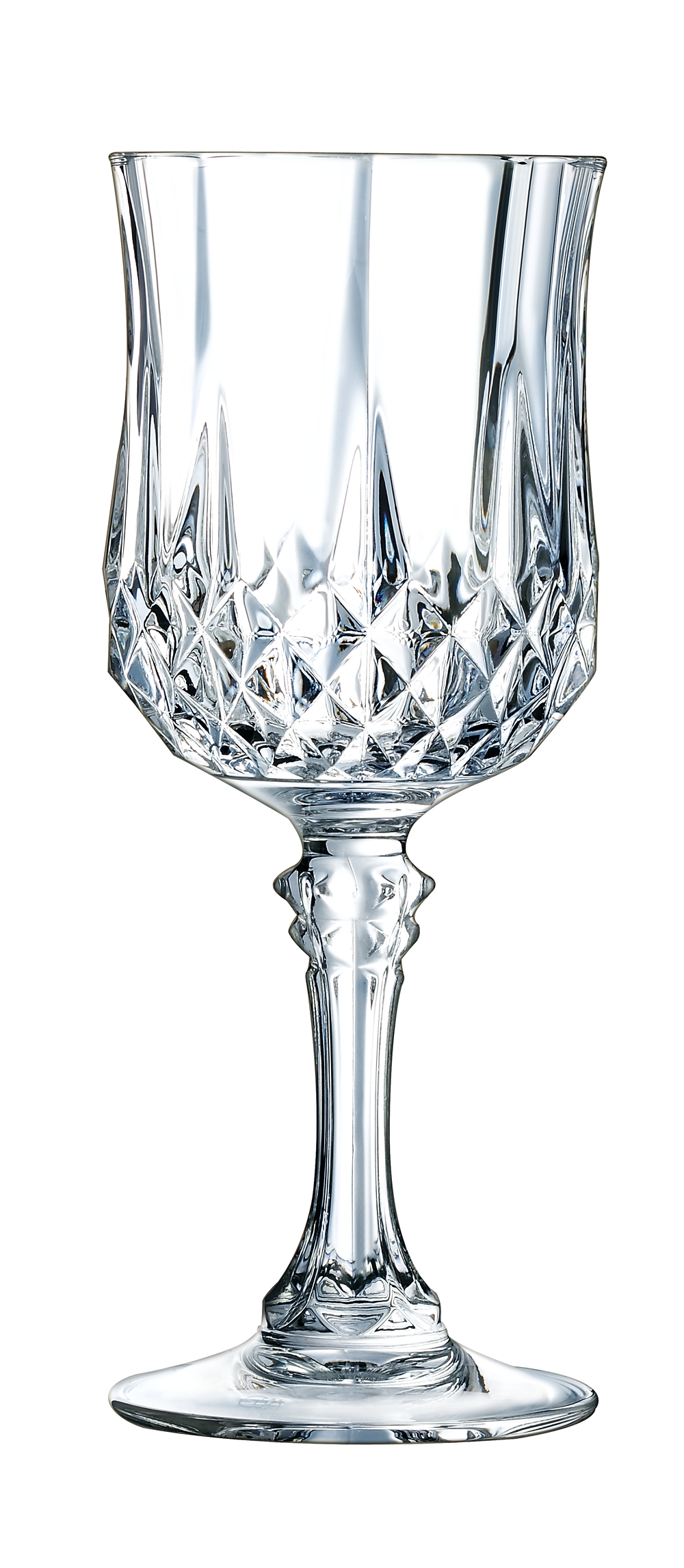
Verre à pied Longchamp - Cristal d'Arques

- Luminarc : créée en 1948, c'est la première marque du groupe Arc, qui commercialise de la vaisselle et de la verrerie en verre transparent ou décoré pour un usage quotidien.
- Arcopal : créée en 1958, elle propose de la vaisselle en verre opale (fluosilicate) aux décors recherchés.
- Cristal d’Arques Paris : créée en 1968, c'est la marque emblématique du groupe. Elle propose des collections accessibles, haut de gamme, inspirées de l'art de vivre à la française.

### Marques professionnelles
- Arcoroc : créé en 1958, elle propose aux bars, hôtels, restaurants et collectivités, de la verrerie et de la vaisselle conçues pour un usage intensif.
- Chef & Sommelier : créée en 2008, elle propose de la verrerie, de la vaisselle et des couverts haut de gamme destinés à l'hôtellerie-restauration ainsi qu'aux détaillants et amateurs de dégustation.

### Division business to business
Cette division propose des solutions de produits verriers sur mesure pour les clients professionnels : industriels, fabricants de produits semi-finis et finis, distributeurs et prestataires de service…

## Production

### Chiffres
Le groupe produit plus de 4,3 millions d'articles par jour dans ses quatre usines : sur le site historique d'Arques, aux États-Unis (depuis 1979 production démarre en 1982), en Chine (depuis 2003), et aux Émirats Arabes Unis (depuis 2004).

### Sites de production
- Arques, France : 4 000 salariés
- Millville, États-Unis (depuis 1979 ouvert en 1982)[8] : 900 salariés
- Nankin, Chine (depuis 2003)[9] : 1 100 salariés
- Ras el Khaïmah, Émirats Arabes Unis (depuis 2004)[10] : 1 100 salariés